# Трибали
Трибалите (Triballi/Triballoi, на гръцки: Τριβαλλοί) са една от тракийските племенни общности, населявали земите между Стара планина и реките Велика Морава, Дунав и Искър.
Трибалите са споменати за пръв път от Херодот (ок. 490 – 424 пр.н.е.) в „Истории“ (4, 49). Тук той нарича една равнина на тях (πεδίον Τριβαλλικόν). 
През 424 пр.н.е. трибалите отблъскват одриския цар Ситалк , през 376 пр.н.е. начело с цар Халес воюват срещу Абдера на Егейско  море . Успешно отблъскват инвазията и на Филип II Македонски през 339 г.пр.Хр., а през 335 пр.н.е. начело с цар Сирм воюват срещу Александър III Македонски, като са описани три битки: първата при Хемус, в която Александър III Македонски убива 3000 защитници, след това при р. Роса, а третата битка е при остров Певки, където се оттеглил цар Сирм и част от населението на Мизия. Опитът на Александър III Македонски да превземе острова претърпява неуспех и затова той се прехвърля на север в земите на даките. В крайна сметка Александър III Македонски и Сирм се помиряват (според Ариан).
Александър Македонски се впечатлява от бойните умения на трибалите и ги кани да участват в похода му против Персия, в който те много му помагат с тяхната пехота..
Нова заплаха за трибалите започва през 298 г. пр. Хр., когато келтите (галите) нахлуват от Панония по течението на р. Дунав и успяват да изтласкат трибалите на изток от р. Морава. Вторият поход на келтите през 280/279 г. пр. Хр. отново изтласква трибалите на изток към р. Цибър и р. Искър. Въпреки първоначалните успехи на келтите, този поход е неуспешен за тях, като впоследствие продължават на юг. Близо 150 години трибали и келти си съперничат за територията между р. Искър и р. Морава, като това съперничество има негативен демографски характер, особено след появяването на Римската република на Балканите.
От 135 г. пр. Хр. започва завладяването на трибалите от Рим. Въпреки войните и няколкото въстания трибалите са покорени през 84 г. пр. Хр.
За последно трибалите се споменават през 3 век сл. Хр.
Означението и отъждествяването в някои византийски източници на сърбите с трибалите е анахронизъм.